# گمینا ولشتین
گمینا ولشتین (به لهستانی:  Gmina Wolsztyn) یک گمینا در لهستان است که در شهرستان ولشتین واقع شده‌است. گمینا ولشتین ۲۴۹٫۶۴ کیلومتر مربع مساحت و ۲۹٬۲۱۶ نفر جمعیت دارد.